# Seznam vojaških ordinariatov
Seznam vojaških ordinariatov.

## A
- Vojaški ordinariat Argentine
- Vojaški ordinariat Avstralije
- Vojaški ordinariat Avstrije

## B
- Vojaški ordinariat Belgije
- Vojaški ordinariat Bolivije
- Vojaški ordinariat Brazilije

## Č
- Vojaški ordinariat Čila

## D
- Vojaški ordinariat Dominikanske republike

## E
- Vojaški ordinariat Ekvadorja

## F
- Vojaški ordinariat Filipinov
- Vojaški ordinariat Francije

## H
- Vojaški ordinariat Hrvaške

## I
- Vojaški ordinariat Indonezije
- Vojaški ordinariat Italije

## J
- Vojaški ordinariat Južnoafriške republike

## K
- Vojaški ordinariat Kanade
- Vojaški ordinariat Kenije
- Vojaški ordinariat Kolumbije
- Vojaški ordinariat Koreje

## L
- Vojaški ordinariat Litve

## M
- Vojaški ordinariat Madžarske

## N
- Vojaški ordinariat Nemčije
- Vojaški ordinariat Nizozemske
- Vojaški ordinariat Nove Zelandije

## P
- Vojaški ordinariat Paragvaja
- Vojaški ordinariat Peruja
- Vojaški ordinariat Poljske
- Vojaški ordinariat Portugalske

## S
- Vojaški ordinariat Salvadorja
- Vojaški ordinariat Slovaške

## Š
- Vojaški ordinariat Španije

## U
- Vojaški ordinariat Ugande

## V
- Vojaški ordinariat Venezuele

## Z
- Vojaški ordinariat Združenega kraljestva
- Vojaški ordinariat Združenih držav Amerike